# Fürstenberg-Pürglitz
Fürstenberg-Pürglitz fu uno stato situato a sud-est del Baden-Württemberg, in Germania, che aveva la sua sede nel Castello di Křivoklát (in tedesco Pürglitz) in Boemia. 

## Storia

### Origini
Fürstenberg-Pürglitz si originò come partizione del Fürstenberg-Fürstenberg nel 1762, e ottenne il Fürstenberg-Fürstenberg nel 1804. 

### Mediatizzazione
Il Fürstenberg-Pürglitz venne diviso tra Granducato di Baden, Hohenzollern-Sigmaringen e Regno di Württemberg nel 1806 a seguito delle mediatizzazioni napoleoniche.

## Principi di Fürstenberg-Pürglitz (1762 - 1806)
- Carlo Borromeo Egon I (1762 - 1787)
- Filippo Maria Nerio Giuseppe (1787 - 1790)
- Carlo Gabriele Maria (1790 - 1799)
- Carlo Egon II (1799 - 1806)